# Joey Altmann
Joey Marlon Altmann (* 2008 in Berlin) ist ein deutscher Jungschauspieler.

## Leben
Joey Altmann trat erstmals 2018 im Kinofilm Goliath96 an der Seite von Katja Riemann und Nils Rovira-Muñoz auf. Dort spielte er den kleinen Jungen David. Von Anfang 2019 bis 2021 war Joey Altmann als Oskar Moreno in der RTL–Daily–Soap Gute Zeiten, schlechte Zeiten zu sehen. Die Rolle des Oskar Moreno verkörpert er auch in den GZSZ-Spin-Off Leon – Glaub nicht alles, was du siehst und Leon – Kämpf um deine Liebe. Diese Rolle spielt er seit 2025 wieder.

## Filmografie
Fernsehserien
- 2019–2021, ab 2025: Gute Zeiten, schlechte Zeiten (Folgen: 6680–7438, ab 8299)[2]
- 2022, 2023: Leon – Glaub nicht alles, was du siehst, Leon – Kämpf um deine Liebe (Fernsehserie, Spin-Off von Gute Zeiten, schlechte Zeiten)[3]
- 2024–2025: Notruf (2 Folgen)

Filme
- 2018: Goliath96[4]